# Tilemann Günterrode
Tilemann Günterrode (auch Tilemann Günderrode; * 3. Februar 1512 in Leipzig; † 3. Dezember 1550 in Kassel) war ein deutscher Jurist und Kanzler unter dem Landgrafen Philipp von Hessen.

## Leben

### Herkunft und Familie
Tilemann Günterrode entstammte einer Familie, die ursprünglich aus Thüringen kam und sich in der zweiten Hälfte des 14. Jahrhunderts in Freiberg in Sachsen angesiedelt hatte. Er war der Sohn des Kaufmanns Kunz Günterrode (1476–1536), der zeitweise im Dienste des Herzogs Georg von Sachsen, des Schwiegervaters des Landgrafen Philipp I. von Hessen, stand. Seine Mutter war Anna geb. Alnpeck († 1541), eine Tochter des Bürgermeisters Georg Alnpeck und der Anna geb. Mannewitz.
1540 heiratete er Clara Pistoris von Seuselitz (1521–1588), Tochter des kursächsischen Kanzlers Simon Pistoris von Seuselitz und der Clara Pantzschmann. Aus der Ehe stammten die Kinder Rudolf (1547–1601) und der hessen-kasselsche Oberst Wilhelm (1550–1607).
Tilemann gilt als der Gründervater der Frankfurter Patrizierfamilie Günderrode. Seine Enkelsöhne Hector Wilhelm (1590–1647) und Moritz Otto (1597–1661) kamen durch Heirat in die Frankfurter Ganerbschaft des Hauses Alten Limpurg.

### Wirken
Im Kindesalter kam Tilemann durch die guten Beziehungen seines Vaters an den Hof Landgrafen Philipp von Hessen und dessen Gemahlin Christina von Sachsen, wurde  an der Universität Leipzig immatrikuliert und studierte Staats- und Rechtswissenschaften an der Eberhard Karls Universität Tübingen und an der Universität Bourges, wo er den akademischen Grad Doktor beider Rechte erwarb. 1542 wurde er fürstlich hessischer Rat und Diener und drei Jahre später, am  5. September 1545, als Nachfolger des Johann Feige hessischer Kanzler. Er nahm an den Reichstagen der Reformation und den Verhandlungen des Schmalkaldischen Bundes teil. Nach dessen Niederlage gegen den Kaiser musste Landgraf Philipp am 19. Juni 1547 vor Kaiser Karl V. in Halle Abbitte leisten. Tilemann verlas kniend Philipps schriftliche Erklärung und begleitete ihn – als Gefangenen des Kaisers – in die Spanischen Niederlande, wo Philipp fünf Jahre im Exil bleiben musste. Tilemann kehrte im Herbst nach Kassel zurück und übte sein Kanzleramt weiter aus.